# Bletia greenwoodiana
Bletia greenwoodiana är en orkidéart som beskrevs av Victoria Sosa. Bletia greenwoodiana ingår i släktet Bletia och familjen orkidéer. Inga underarter finns listade i Catalogue of Life.